# Fatululic (Verwaltungsamt)
| \| \| |
|       |

|  |

Fatululic (Fatululik, Fatu-Lulik, Fatolulic, Fatulilic, Fatululique) ist ein osttimoresisches Verwaltungsamt (portugiesisch Posto Administrativo) in der Gemeinde Cova Lima.

## Geographie

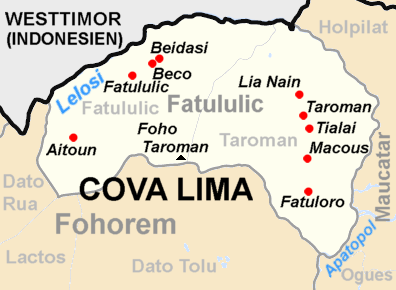
Orte und Flüsse in Fatululic (Grenzen bis 2015)

Fatululic liegt im Nordwesten Cova Limas. Der Fluss Lelosi, ein Nebenfluss des Tafara, bildet im Norden die Grenze zu Indonesien und im Osten zum Verwaltungsamt Maucatar. Im Süden und Westen liegt das Verwaltungsamt Fohorem. Bis 2014 wurden die Verwaltungsämter noch als Subdistrikte bezeichnet. Vor der Gebietsreform 2015 hatte Fatululic eine Fläche von 45,72 km². Nun sind es 46,42 km², ohne dass es zu auffälligen Grenzänderungen kam.
Fatululic teilt sich in zwei Sucos: Fatululic und Taroman. Der Verwaltungssitz befindet sich in Beidasi im Suco Fatululic, das Macous (Suco Taroman) ablöste.

## Einwohner

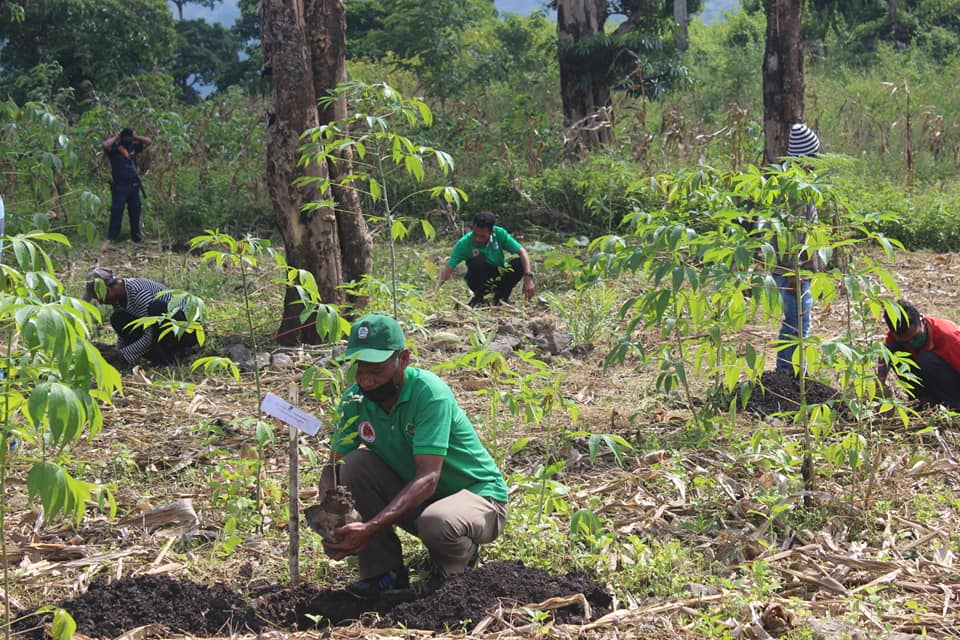
Wiederaufforstungsprogramm in Taroman (2020)

In Fatululic leben 2.178 Menschen (2022), davon sind 1.091 Männer und 1.087 Frauen. Im Verwaltungsamt gibt es 467 Haushalte. Die größte Sprachgruppe bilden die Sprecher der Nationalsprache Bunak. Der Altersdurchschnitt beträgt 17,5 Jahre (2010, 2004: 16,3 Jahre).

## Geschichte
Taroman war eines der timoresischen Kleinreiche, das von einem Liurai regiert wurde. Nach den mündlichen Überlieferungen war es dem Reich von Fohorem unterstellt und tributpflichtig.
Beide Sucos Fatululics gehörten zur Exklave von Maucatar, die im Vertrag von Lissabon (1859) den Niederlanden untergeordnet wurde. Maucatar war nur über einen schmalen Streifen im Norden mit dem restlichen, niederländischen Territorium auf Timor verbunden. Ringsherum lagen timoresische Reiche, die Portugal zugeordnet waren. Zwar gab es bereits 1904 eine Vereinbarung zwischen den Kolonialmächten, das Maucatar an die Portugiesen abgetreten werden sollte, doch erst 1916 ging es in portugiesischen Besitz über.
Der Berg Taroman (1744 m) war ab 1976 ein Rückzugsgebiet der FALINTIL, die gegen die indonesischen Invasoren kämpfte. Hier gründete sie eine base de apoio, eine Widerstandsbasis, die Zuflucht für Flüchtlinge aus Cova Lima bot. Später wurde die Basis von den Indonesiern zerstört.

## Politik

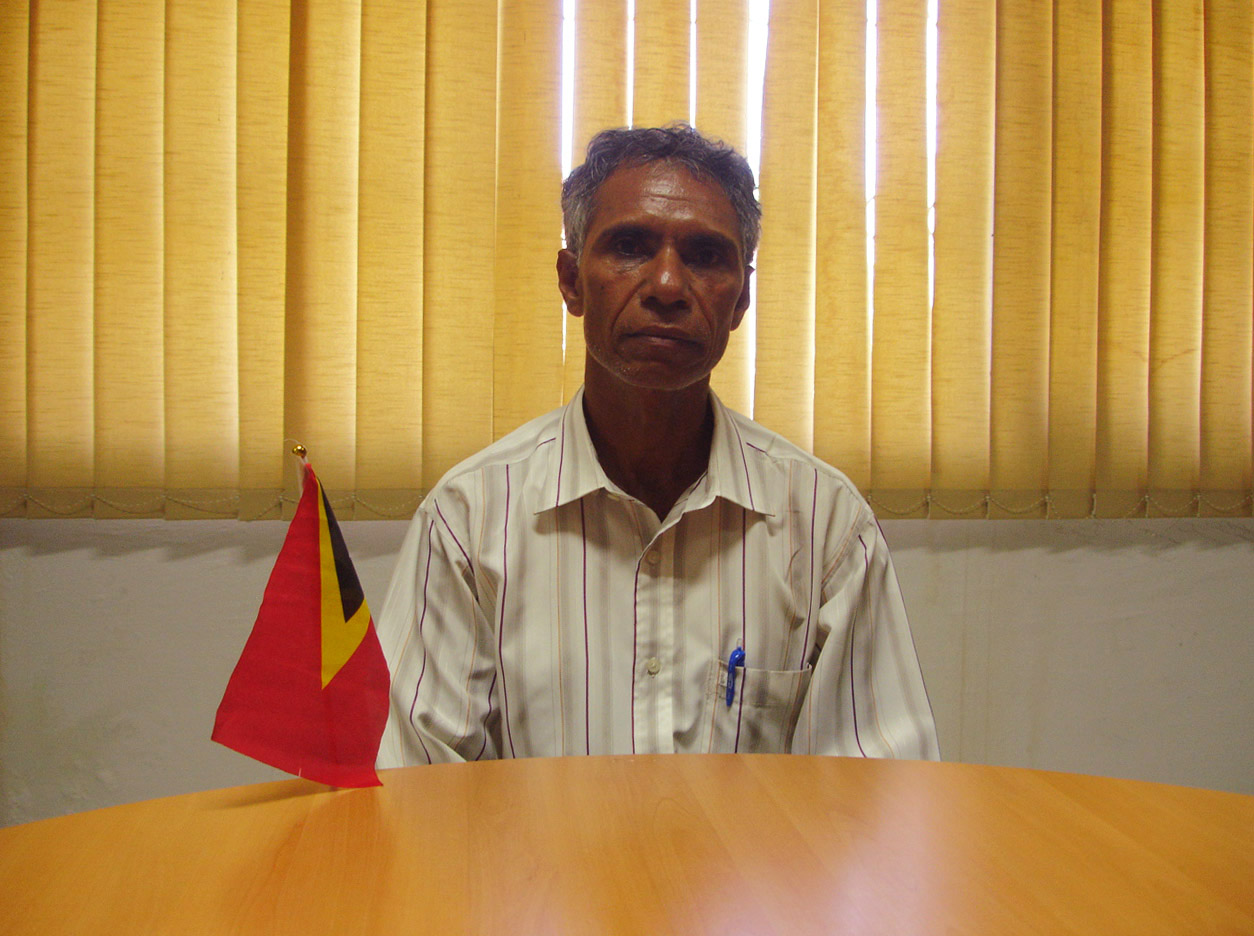
Administrator Vitorino do Carmo (2013)

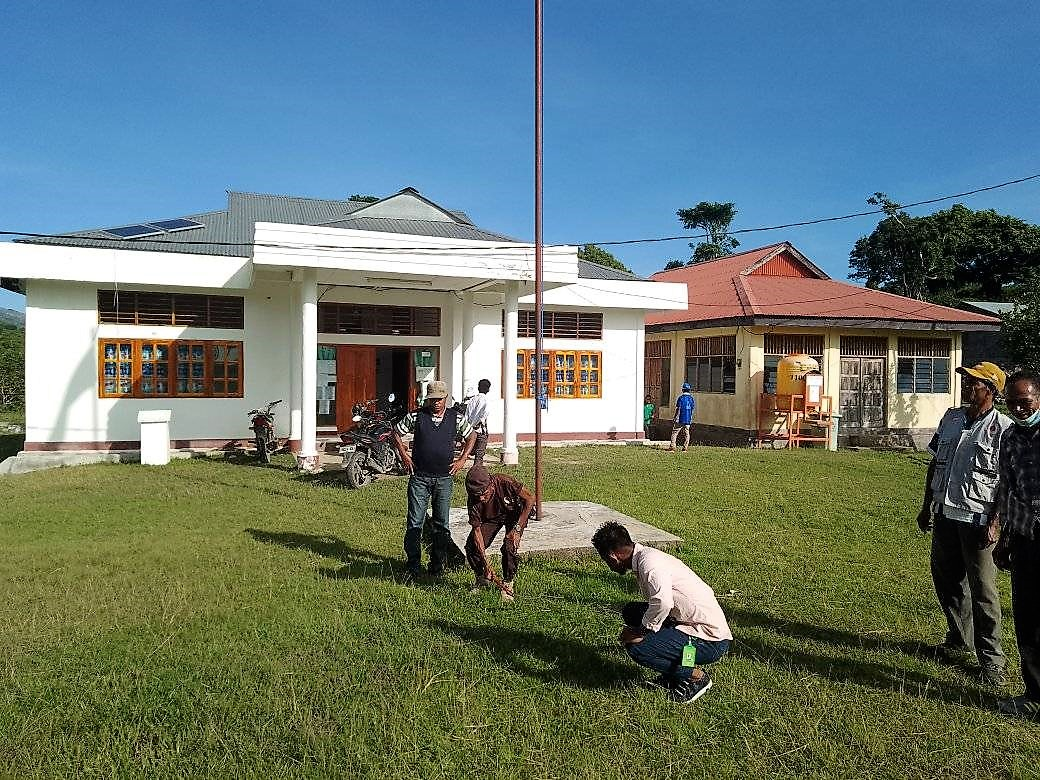
Sitz des Verwaltungsamtes von Fatululic

Der Administrator des Verwaltungsamts wird von der Zentralregierung in Dili ernannt. 2015 war dies Vitorino do Carmo und 2016 Elias da Cruz. Am 29. Januar 2024 wurde Elias da Cruz zum Administrator ernannt und am 7. März vereidigt.

## Wirtschaft
55 % der Haushalte in Fatululic bauen Kaffee an, 58 % Maniok, 59 % Mais, 51 % Gemüse, 45 % Kokosnüsse und 17 % Reis.